# 広田幸一
広田 幸一（廣田 幸一、ひろた こういち、1915年8月2日 - 2013年6月4日）は、日本の政治家、参議院議員（1期、日本社会党）。

## 経歴
鳥取県鳥取市出身。関西大学専門部中退。陸軍に入り、ソ連軍に抑留され、1948年復員。日本通運に入り、同社の労働組合で活動する。鳥取県議を5期務め、1977年の参院選で鳥取地方区から日本社会党公認で立候補して自民党候補などを破り当選する。国会内では災害対策特別委員長を歴任した。1983年の参院選で落選。
2013年6月4日死去、97歳。死没日をもって正八位から正五位に叙される。